# Punta Camus
Punta Camus (spanisch; in Argentinien Punta Cervantes) ist eine Landspitze im Südwesten der Brabant-Insel im Palmer-Archipel westlich der Antarktischen Halbinsel. Sie liegt südwestlich der Avicenna Bay sowie unmittelbar südlich des Lagrange Peak und markiert die nordöstliche Begrenzung der Einfahrt zum Larvik Harbour.
Chilenische Wissenschaftler benannten sie nach Valentín Camus Leiva, einem Teilnehmer an der 6. Chilenischen Antarktisexpedition (1951–1952). Der Hintergrund der argentinischen Benennung ist nicht überliefert.